# Roca de Querol
La Roca de Querol és una muntanya de 1.841 situada més a llevant de la serra de Querol metres que es troba al municipi de la Coma i la Pedra, a la comarca del Solsonès.